# Samuel Bland Arnold
Samuel Bland Arnold (6 septembre 1834 – 21 septembre 1906),, est un soldat confédéré réformé pour raisons de santé qui prit part à la  conspiration, conduite par John Wilkes Booth, qui conduisit à l'assassinat du président Abraham Lincoln, le 14 avril 1865. Il fut condamné à la prison à vie, le 30 juin 1865, puis gracié par le président Andrew Johnson en 1869.

## Jeunesse
Samuel Arnold naît à Georgetown, un quartier de Washington DC le 6 septembre 1834. Sa famille s'installe ensuite à Baltimore où Samuel étudie à l'académie militaire de St. Timothy's Hall que fréquente également John Wilkes Booth. Pendant la Guerre de Sécession, il rejoint l'Armée des États confédérés mais est réformé pour raisons de santé.

## Complot contre Lincoln
En 1864, John Wilkes Booth a l'idée d'un plan d'enlèvement du président Lincoln. Il imagine de l'emmener au Sud comme otage pour forcer le Nord à négocier. À cette fin, Booth met en place un cercle de conspirateurs. Les autres conjurés sont John Surratt, George Atzerodt, David Herold, Michael O'Laughlen et Lewis Powell. 